# Абдельхамид Бенхедуга
Абдельхамид (Абд аль-Хамид) Бенхедуга (араб. عبد الحميد بن هدوقة ‎;
9 января 1925, Мансура, Французский Алжир — 21 октября 1996, г. Алжир) — видный алжирский писатель
, драматург, журналист. Писал на арабском языке.

## Биография
Сын алжирского араба и матери-берберийки. Образование на арабском и французском языках получил в университете в Константине и богословском университете аз-Зитуна в Тунисе.
Участник вооружённого конфликта во время войны за независимость Алжира. Националист. Разыскивался полицией, в 1955 году скрылся во Франции. В 1958 году вступил в алжирский Фронт национального освобождения в Тунисе, где сотрудничал с радио «La Voix de l’Algérie».
В 1957—1962 годах работал радиожурналистом культурных программ на ряде станций в Париже, Тунисе, в 1962—1977 годах — в Алжире.
Президент Национального совета по культуре (1990) и вице-президент Национального консультативного совета (1992).

## Творчество
Считается одним из самых важных алжирских писателей на арабском языке своего времени.
Дебютировал в 1951 году.
В 1957—1974 годах написал десятки театральных пьес и постановок для арабской службы Би-би-си, тунисского радио и TéléDiffusion d’Algérie.
Создал более пятнадцати романов на арабском языке, а также ряд рассказов. Автор работ: «Семь лучей» (1960), «Алжирские тени» (1960), «Писатель и другие рассказы» (1972), «Ветер с юга» (1971). Проблемы строящегося общества описываются в его романах «Конец вчерашнего дня» (1974), «Рождение зари» (1980), «Джазия и дервиш» (1983).
Его роман «Le vent du sud», посвящённый аграрному вопросу в Алжире, считается первым алжирским романом на арабском языке. Роман «Le vent du sud» был экранизирован.
Многие из его книг были переведены на французский язык, голландский, немецкий и испанский языки.

## Избранные произведения
- Al Djazair Bayn elamsi wal yawmi (L’Algérie entre hier et aujourd’hui), recueil d’articles, 1958;
- Dhilalun Djazaïria (Ombres Algériennes), nouvelles, Beyrouth, 1960;
- Al‑Ashiaa As‑Sabâa (Les Sept Rayons), 10 nouvelles, Tunis, 1962;
- Al‑Arwah Ash‑Shaghira (Âmes Vacantes), poèmes, Alger, Sned, 1967, 100 p.;
- Rih al Djanoub, roman, Alger, Sned, 1971; traduit en français par Marcel Bois, Le Vent du Sud, Alger, SNED, 1978;
- Nihayatou al Ams, roman, Sned, 1974, 251 p.; traduit en français par Marcel Bois, La Fin d’hier, Alger, SNED, 1980;
- Al Kateb wa Qissas Okhra (L'Écrivain et autres nouvelles), Alger, SNED, 1974;
- Banae As‑Soubh, roman, Alger, Sned, 1981, 309 p.; traduit en français par Marcel Bois, La Mise à nu, Alger, SNED, 1981;
- Al-Djāziyyaẗ wa al-darāwīch, roman, Alger, SNED, 1983; traduit en français par Marcel Bois, El-Djazia et les derviches, Alger, ENAL, 1992.
- Wa Ghadan yaoum Djadid, roman, éd. Al Andalous, 1992. 332 p; traduit en français par Marcel Bois, Je rêve d’un monde, Paris, Marsa (Algérie Littérature-Action), 1997.